# Тоталитаризм

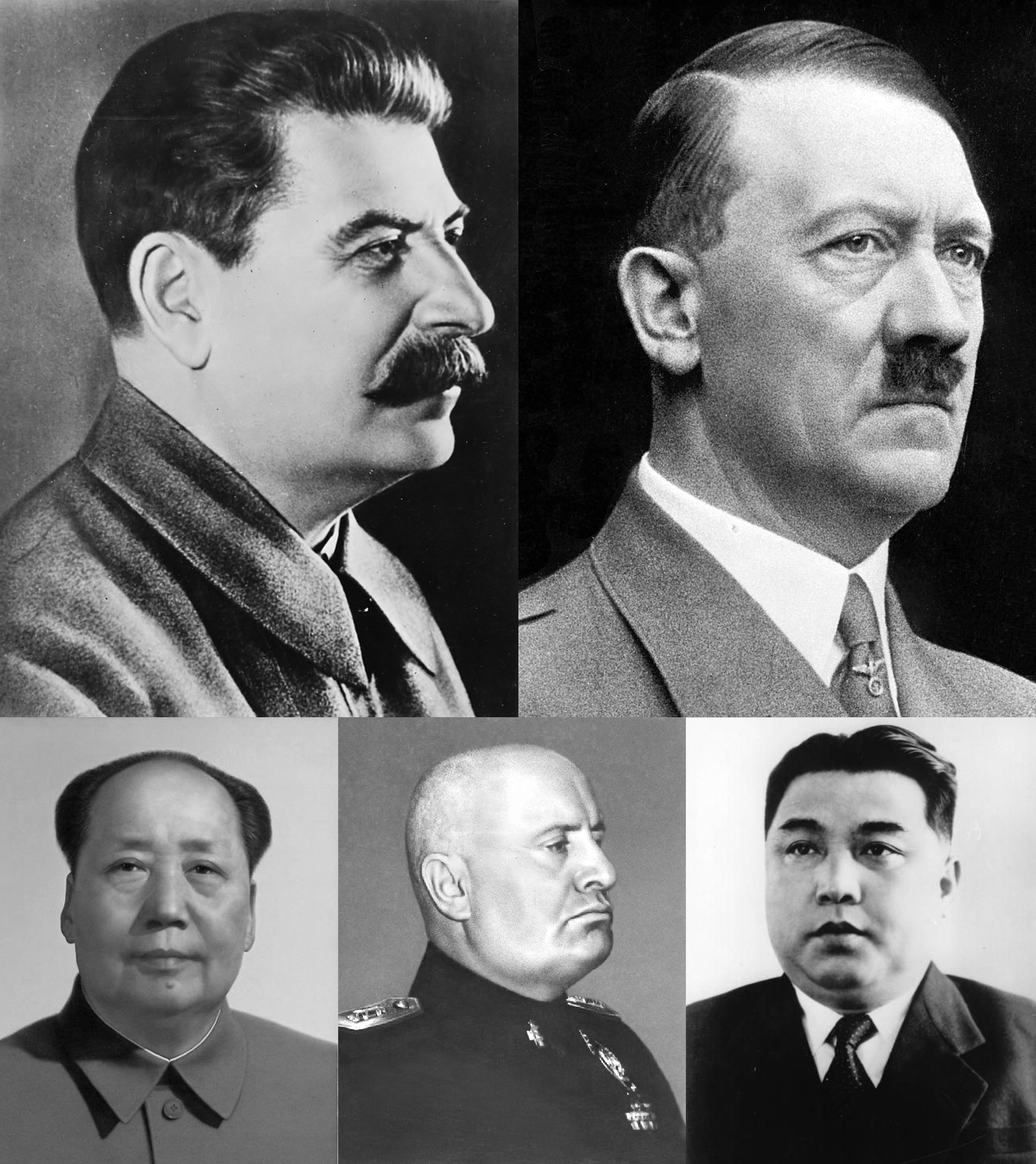
Наиболее известные тоталитарные диктаторы. Слева направо, сверху вниз: Иосиф Сталин, Адольф Гитлер, Мао Цзэдун, Бенито Муссолини, Ким Ир Сен.

Тоталитари́зм (от лат. totalis «весь, целый, полный» ← totalitas «цельность, полнота») — политический режим, подразумевающий абсолютный (тотальный) контроль государства над всеми аспектами общественной и частной жизни.
Тоталитари́зм в политологии — форма отношения общества и власти, при которой политическая власть стремится к полному (тотальному) контролю людей и общества, ставя задачу полностью контролировать все аспекты человеческой жизни. Проявления оппозиции в любой форме пресекаются или подавляются государством.
Понятие «тоталитарное государство» (итал. stato totalitario) появилось в начале 1920-х для характеристики режима Бенито Муссолини. Тоталитарному государству были свойственны неограниченные полномочия власти, ликвидация конституционных прав и свобод, репрессии в отношении инакомыслящих, милитаризация общественной жизни. Правоведы итальянского фашизма и немецкого нацизма использовали термин в положительном ключе, а их критики — в отрицательном.
В художественной литературе классиками изображения тоталитарного общества являются английские писатели О. Хаксли и Дж. Оруэлл; ранее образ тоталитарного общества создал Е. И. Замятин в романе «Мы» (опубликован в 1924 году в Нью-Йорке).

## Происхождение и употребление термина

### Спектр применимости термина
При использовании в настоящее время выражения «тоталитаризм», как правило, подразумевается, что режимы Адольфа Гитлера в Германии, Иосифа Сталина в СССР и Бенито Муссолини в Италии были тоталитарными. Различные авторы относят к тоталитарным режимы Франко в Испании, Салазара в Португалии, Мао Цзэдуна в КНР, «красных кхмеров» в Кампучии, Хомейни в Иране, талибов в Афганистане, Ахмета Зогу и Энвера Ходжи в Республике, Королевстве Албания и Народной Социалистической Республике Албания, Кимов в Северной Корее, Саддама Хусейна в Ираке, Хо Ши Мина во Вьетнаме, Александра Лукашенко в Беларуси, Сапармурата Ниязова в Туркмении, аль-Сауда в Саудовской Аравии и другие. Иногда термин используется для характеристики отдельных аспектов политики (например, милитаризма США при президенте Буше).
Вместе с тем, подобное применение понятия «тоталитаризм» продолжает вызывать критику. Критики выражают несогласие с приравниванием политических систем сталинизма и фашизма, произвольным употреблением термина политиками, противопоставлением обвиняемых в тоталитаризме режимов и демократии. Некоторые исследователи считают этот термин клише.

### Фашизм и появление термина «тоталитаризм»
Термин «тоталитаризм», впервые появившийся у Джованни Амендолы в 1923 году для критической характеристики режима Муссолини, был впоследствии популяризован самими итальянскими фашистами. В частности, в 1926 его начал использовать философ Джованни Джентиле. В статье Муссолини «Доктрина фашизма» (1931 год) тоталитаризм понимается как общество, в котором главная государственная идеология обладает решающим влиянием на граждан. Как писал Муссолини, тоталитарный режим означает, что «итал. Tutto nello Stato, niente al di fuori dello Stato, nulla contro lo Stato» («Всё в рамках государства, ничего вне государства, ничего против государства») — то есть, все аспекты жизни человека подчинены государственной власти. Джентиле и Муссолини полагали, что развитие коммуникационных технологий приводит к непрерывному совершенствованию пропаганды, следствием чего явится неизбежная эволюция общества в сторону тоталитаризма (в их определении). После прихода к власти Гитлера термин «тоталитаризм» стал использоваться в адрес режимов Италии и Германии, причём сторонники фашизма и нацизма использовали его в положительном ключе, а противники — в отрицательном. Так, в Третьем Рейхе Йозеф Геббельс в 1933 году объявил о цели нацистов построить в Германии тоталитарный режим: «наша партия всегда стремилась к тоталитарному государству… Целью <национал-социалистической> революции должно быть тоталитарное государство, проникающее во все сферы общественной жизни». Идеал фашистского тоталитарного государства стал распространяться за пределы Германии и Италии, и в ходе Гражданской войны в Испании и после неё Франсиско Франко заявлял об организации Испании «в рамках широкой тоталитарной концепции единства и преемственности» и что новое государство будет «следовать структуре тоталитарных режимов, таких как Италия и Германия», в то время как в программе его правящей партии (1937) национал-синдикалистское государство называлось «тоталитарным инструментом на службе целостности отечества», хотя в 1942 году Франко заявил о борьбе с «большевистским тоталитаризмом».

### СССР приИ. В. Сталине

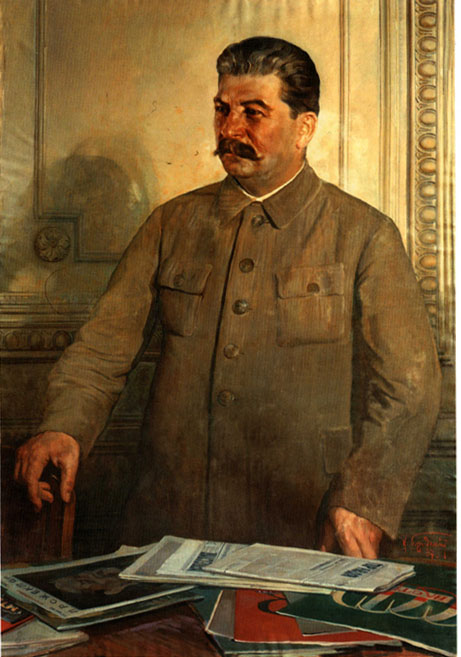
Сталин. В годы «Холодной войны» возникла концепция тождественности сталинского режима тоталитарным режимам в Италии и Германии

Параллельно, — начиная с середины 1930-х годов, — на Западе стали звучать аргументы, что определённые черты сходства есть между политическими системами СССР, Италии и Германии. Делался вывод, что во всех трёх странах установились репрессивные однопартийные режимы во главе с сильными лидерами (Сталиным, Муссолини и Гитлером), стремящиеся к всеохватывающему контролю и призывающие порвать со всеми традициями во имя некой высшей цели. Среди первых, кто обратил на это внимание, были анархисты Армандо Борги (1925) и Всеволод Волин (1934), священник Луиджи Стурцо (1926), историк Чарльз Бирд (1930), писатель Арчибальд Маклейш (1932), философ Хорас Каллен (1934). Характеризуя «перерождение советского режима», Лев Троцкий в книге «Преданная революция» (1936) назвал его «тоталитарным». После показательных процессов 1937 года — те же идеи стали выражать в своих работах и выступлениях: историки Эли Галеви и Ханс Кон, философ Джон Дьюи, писатели Юджин Лайонс, Элмер Дэвис и Уолтер Липпман, экономист Келвин Гувер и другие.
В 1939 году заключение Пакта Молотова — Риббентропа вызывало в некоторых кругах на Западе глубокую озабоченность, которая подавалась как «буря негодования» после введения частей Красной армии в Польшу, а затем в Финляндию. Американский драматург Роберт Шервуд ответил на это пьесой «Да сгинет ночь», удостоенной Пулитцеровской премии, в которой он осудил «совместную агрессию» Германии и СССР. Американский сценарист Фредерик Бреннан, для своей повести «Позволь называть тебя товарищем», придумал слово «коммунацизм». В июне 1941 британский премьер-министр Уинстон Черчилль сказал, что нацистский режим неотличим от худших черт коммунизма (что созвучно его же высказыванию, сделанному после войны: «Фашизм был тенью или уродливым детищем коммунизма»). В послевоенной Фултонской речи Черчилль назвал СССР и нацистскую Германию «тоталитарными системами» и заявил, что «Коммунистические партии, которые были весьма малочисленны во всех этих государствах Восточной Европы, достигли исключительной силы, намного превосходящей их численность, и всюду стремятся установить тоталитарный контроль».
После начала Великой Отечественной войны (и, в особенности, после вступления США во Вторую мировую войну) критика СССР пошла на убыль. В 1943 году вышла книга публициста Изабель Патерсон, «Бог из машины», в которой СССР был вновь назван «тоталитарным обществом».
Подобные критические взгляды на СССР с самого начала вызывали острые споры, однако в годы холодной войны приобрели массовое распространение посредством антикоммунистической пропаганды. Многие либералы, социал-демократы, христианские демократы, анархисты (и другие идеологические противники фашизма, нацизма и сталинизма) стали сторонниками взгляда («тоталитарной модели»), что все три системы являлись разновидностями одной системы — тоталитаризма. Так, 13 мая 1947 года президент США Гарри Трумэн, который стал готовиться к противостоянию с СССР, по крайней мере, с 1944 года, заявил: «Нет никакой разницы между тоталитарными государствами. Мне всё равно, как вы их называете: нацистскими, коммунистическими или фашистскими». Наряду со словом «тоталитарный», по отношению к коммунистической идеологии стало использоваться выражение «красный фашизм». В то время как одни считали подобный подход недобросовестным, их противники выдавали его за очевидный. Так, генерал Джон Дин опубликовал книгу «Странный союз», в которой выразил сожаление, что народ России (в то время так обычно называли СССР) не видит сходства между режимами в его родной стране и в нацистской Германии.
Статус научной концепции за термином «тоталитаризм» утвердил собравшийся в 1952 году в США политологический симпозиум, где он был определён как «закрытая и неподвижная социо-культурная и политическая структура, в которой всякое действие (от воспитания детей — до производства и распределения товаров) направляется и контролируется из единого центра».
Тоталитарная модель стала предметом исследований таких специалистов как Арендт, Фридрих, Линц и других, которые занимались сравнительным анализом советского и нацистского режимов. Согласно модели, целью тоталитарного контроля над экономикой и обществом является их организация по единому плану. Всё население государства мобилизуется для поддержки правительства (правящей партии) и его идеологии; при этом декларируется приоритет общественных интересов над частными. Организации, чья деятельность не поддерживается властью, например, профсоюзы, церковь, оппозиционные партии, ограничиваются или запрещаются. Роль традиции в определении норм морали отвергается; вместо этого этика рассматривается с чисто рациональных, «научных» позиций. Центральное место в этой риторике занимает попытка приравнять нацистские преступления в ходе целенаправленного истребления миллионов людей по национальному признаку (геноцид) и пенитенциарную систему в СССР. Сторонники концепции полагали, что тоталитаризм качественно отличался от деспотических режимов, существовавших до XX века. Однако, до сих пор специалисты не пришли к единому мнению, какие именно черты следует считать определяющими для тоталитарных режимов.
После начала хрущёвской «оттепели» теория претерпела серьёзный кризис, поскольку не могла объяснить процесс ослабления режима изнутри. Кроме того, возник вопрос: является ли СССР по-прежнему тоталитарным режимом или же сравнение очевидно меняющейся советской системы с поверженными фашистскими режимами неуместно? Возникла потребность в формулировке модели, которая бы объяснила приход диктаторов к власти и её дальнейшую эволюцию.
Советологи конца 1960-х — начала 1970-х годов (Р. Такер, С. Коэн, М. Левин и другие) указывали, что понятие «тоталитаризм» слишком узкое для понимания специфики советской истории, и предложили его замену понятием «сталинизм».
В 1970-е годы, — в силу дальнейшего смягчения режима в СССР, — термин «тоталитаризм» стал всё реже употребляться советологами, однако продолжал оставаться популярным среди политиков. В своём эссе «Диктатура и двойные стандарты» (1978 г.) Джин Киркпатрик настаивала, что следует отличать тоталитарные режимы от авторитарных. Согласно Киркпатрик, — авторитарные режимы заинтересованы преимущественно в своём собственном выживании — и поэтому, в отличие от тоталитаризма, допускают отчасти автономное функционирование элементов гражданского общества, церкви, судов и прессы. Отсюда был сделан вывод, получивший известность при Рейгане как «доктрина Киркпатрик», — что во внешней политике, США могут оказывать временную поддержку авторитарным режимам ради борьбы с тоталитаризмом и продвижения американских интересов.
Уничтожение коммунистических режимов в странах советского блока и в СССР в конце 1980-х — начале 1990-х годов вызвало повторный кризис в теории. Утверждение, что тоталитарные режимы не способны сами инициировать радикальные реформы, было признано ошибочным. Однако в целом анализ тоталитаризма повлиял на сравнительную политологию, и употребление этого термина встречается до сих пор.
В Восточной Европе после ввода войск Организации стран Варшавского договора в Чехословакию некоторые представители интеллигенции стали называть «тоталитаризмом» политику жёсткой цензуры, уничтожения нежелательной (с точки зрения режима) исторической памяти и культуры.
В Советском Союзе тоталитаризм официально считался характеристикой исключительно буржуазных государств периода империализма, в особенности — нацистской Германии и фашистской Италии. Использование термина по отношению к социалистическим государствам называлось клеветой и антикоммунистической пропагандой. В то же время, советская пропаганда называла некоторые зарубежные коммунистические режимы фашистскими (например, Тито в Югославии или Пол Пота в Камбодже).
Советские диссиденты, а после начала горбачевской перестройки и некоторые реформаторы (включая Лигачёва), также могли называть советскую систему тоталитарной. Использование термина было связано с отсутствием в советской политической лексике слов, необходимых для негативистской оценки истории СССР. При этом вопросы природы и стабильности тоталитарного режима играли в возникшей дискуссии вторичную роль; речь преимущественно шла о подавлении гражданских прав и отсутствии общественных институтов, которые защищали бы человека от государственного произвола; критике подвергалась также монополия КПСС на политическую власть. Это служило одним из оправданий для призывов к радикальным реформам, но основным аргументом было, тем не менее, обнаружившееся к тому времени существенное экономическое отставание СССР от стран, перешедших на уровень интенсивной экономики и вступивших в новую технологическую революцию. В начале 1990-х эти тенденции нашли отражение в некоторых нормативных актах. Например, в преамбуле Закона РФ «О реабилитации жертв политических репрессий» от 18.10.1991 N 1761-1 (последняя редакция) утверждается, что за годы Советской власти миллионы людей стали жертвами произвола тоталитарного государства.

## Концепция тоталитарного общества
Наибольшее распространение среди специалистов по сравнительной политологии получила модель тоталитаризма, которую в 1956 г. предложили Карл Фридрих и Збигнев Бжезинский. Фридрих и Бжезинский отказались от попыток дать краткое абстрактное определение и вместо этого применили идеологизаторский подход, согласно которому тоталитаризм представляет собой совокупность принципов, общих для фашистских режимов и СССР периода Сталина. Это позволило им уйти от выделения определяющих признаков, а также ввести в понимание тоталитаризма идею динамического развития, исключавшего системные изменения. В новой трактовке, тоталитаризм означал не столько полный контроль государства над деятельностью каждого человека, сколько принципиальное отсутствие ограничений для такого контроля.

### Признаки тоталитарного общества по версии К. Фридриха и З. Бжезинского
В своей работе «Тоталитарная диктатура и автократия» (1956 г.) Карл Фридрих и его бывший аспирант Збигнев Бжезинский на основе «эмпирического» сравнения сталинского СССР, нацистской Германии и фашистской Италии сформулировали ряд определяющих признаков тоталитарного общества. Исходный перечень состоял из шести признаков, но во втором издании книги авторы добавили ещё два, а впоследствии другие исследователи также вносили уточнения:
1. Наличие одной всеобъемлющей идеологии, на которой построена политическая система общества;
2. Наличие единственной партии, — как правило, руководимой диктатором, — которая сливается с государственным аппаратом и тайной полицией;
3. Крайне высокая роль государственного аппарата; проникновение государства практически во все сферы жизни общества;
4. Отсутствие плюрализма в средствах массовой информации;
5. Жёсткая идеологическая цензура всех легальных каналов поступления информации, а также программ среднего и высшего образования. Уголовное наказание за распространение независимой информации;
6. Большая роль государственной пропаганды; манипуляция массовым сознанием;
7. Отрицание традиций (в том числе — традиционной морали) и полное подчинение выбора средств поставленным целям (построить «новое общество»);
8. Массовые репрессии и террор со стороны силовых структур;
9. Уничтожение индивидуальных гражданских прав и свобод;
10. Централизованное планирование экономики;
11. Почти всеобъемлющий контроль правящей партии над вооружёнными силами[37];
12. Приверженность экспансионизму;
13. Административный контроль над отправлением правосудия;
14. Стремление стереть все границы между государством, гражданским обществом и личностью[38].

Приведённый перечень не означает, что всякий режим, которому присуща хотя бы одна из указанных черт, следует относить к тоталитарным. В частности, некоторые из перечисленных черт в разное время были свойственны демократическим режимам. Аналогично, отсутствие какого-то одного признака не является основанием для классификации режима как нетоталитарного. Однако первые два признака, — по мнению исследователей тоталитарной модели, — являются её наиболее яркими характеристиками.

### Основные выводы анализа тоталитарной модели
Отправной точкой тоталитарной модели является декларация некой высшей цели, во имя которой режим призывает общество расстаться со многими политическими, правовыми и общественными традициями. Изучение модели показало, что после подавления традиционных общественных институтов, людей легче сплотить в единое целое и убедить пожертвовать любыми другими целями ради достижения главной. Доминирующая в этих странах идеология объясняла выбор средств, трудности, опасности и т. п. в терминах всё той же цели и обосновывала, почему государству нужны практически неограниченные полномочия. Пропаганда сочеталась с использованием передовых технологий политического сыска, для подавления любого инакомыслия. Результатом было обеспечение массовой мобилизации в поддержку режима.
Концентрация власти выражалась в монополизации процесса принятия окончательных решений во всех сферах деятельности, а также — принципиальном отсутствии ограничений на масштаб этих решений и на масштаб санкций. Всё большее проникновение государства означало всё большее сужение автономного пространства; вплоть до его полной ликвидации. Это приводило, с одной стороны, к атомизации общества, а с другой стороны — к слиянию всех политических сфер, в нём существовавших, в одно единое целое.
В отличие от полицейского государства (в котором меры по поддержанию порядка проводятся согласно установленным процедурам), в тоталитарных режимах у правоохранительных органов была широкая свобода действий, что обеспечивало их непредсказуемость и подконтрольность руководству страны. Поскольку согласно тоталитарной модели стремление к высшей цели было идеологической основой всей политической системы, о её достижении никогда не могло быть объявлено. Это означало, что идеология занимала подчинённое положение по отношению к руководству страны и могла им трактоваться произвольно в зависимости от ситуации.
Другим выводом теории является обоснование организованного масштабного насилия против тех или иных многочисленных групп (например, евреев в нацистской Германии или кулаков в сталинском СССР). Эти группы рассматривались как враждебные к государству и их действиями объяснялись возникавшие трудности.

### Мнение К. Поппера
Тоталитарная модель была долгое время предметом изучения со стороны историков и политологов, и при этом она оказала влияние на другие современные ей концепции. В частности, в своём труде «Открытое общество и его враги» (1945 г.) Карл Поппер противопоставлял тоталитаризм и либеральную демократию. Он исходил из того, что процесс накопления знаний непредсказуем, и теории идеального государственного управления (которая, по его мнению, лежит в фундаменте тоталитаризма) принципиально не существует. Следовательно, политическая система должна быть достаточно гибкой, чтобы правительство могло «плавно» менять свою политику и чтобы политическая элита могла быть отстранена от власти без кровопролития. Такой системой Поппер полагал «открытое общество» — общество, открытое для множества точек зрения и субкультур.

### Мнение Ханны Арендт
Массовое распространение теория тоталитаризма получила после выхода в свет книги философа Ханны Арендт: «Истоки тоталитаризма» (1951 г.). Центром внимания стали масштабный террор и беспрецедентное насилие, связанные с Холокостом и ГУЛАГом. Основой режима Арендт считала официальную идеологию, которая заявляла о своей способности объяснить все аспекты человеческой деятельности. По её мнению, идеология становилась связующим звеном между отдельными людьми и делала их беззащитными перед государством; в том числе — перед произволом диктатора.
Арендт полагала, что хотя итальянский фашизм представлял собой классический образец диктатуры, нацизм и сталинизм существенно отличались от него. В этих странах государство было полностью подчинено контролю одной партии, представляющей либо нацию, либо пролетариат. Напротив, по мнению Арендт, фашизм Муссолини ставил государство над партией. Арендт также подчёркивала роль пангерманизма нацистского режима и панславизма сталинского режима — как частных случаев «континентального империализма» и свойственного ему расизма.
В отличие от других политических теоретиков, которые пытались изобразить сталинский тоталитаризм следствием коллективистской коммунистической идеологии как таковой, Арендт главной причиной тоталитаризма считала атомизацию (разобщённость) масс, в результате чего они не способны к самоорганизации и поэтому нуждаются во внешней мобилизации. При этом Арендт считала, что ленинский режим не был тоталитарным.
Схожих с Арендт взглядов придерживались впоследствии и некоторые другие философы и историки, в частности, Эрнст Нольте (который рассматривал нацизм как зеркальное отражение большевизма). Фридрих, Линц и другие историки склоняются к точке зрения, что нацизм всё-таки был ближе к итальянскому фашизму, чем к сталинизму.

### Мнение Дж. Талмона
В 1952 г. Дж. Талмон ввёл термин «тоталитарная демократия» для обозначения режима, основанного на принуждении, в котором граждане, формально обладая избирательным правом, на практике лишены возможности оказывать влияние на процесс принятия государственных решений.

### Мнение Карлтона Хейса
В ноябре 1939 года, — на первом научном симпозиуме, посвящённом природе тоталитарного государства, — американский исследователь Карлтон Хейс (Carlton Hayes) объяснил, что тоталитаризм — это феномен рыночной экономики, феномен буржуазной цивилизации и за её пределами он не работает. К тоталитарным режимам Карлтон Хейс отнёс Италию Муссолини и гитлеровскую Германию. Сталинский Советский Союз, по его убеждению, — совершенно иной тип государства.

### Мнение Карла Фридриха
Карл Фридрих опубликовал ряд работ по тоталитаризму, включая «Тоталитарная диктатура и автократия» (1956 г., в соавторстве с Бжезинским) и «Развитие теории и практики тоталитарных режимов» (1969). В первой из них он сформулировал ряд признаков тоталитаризма, приведённые выше. Во второй — он провёл анализ роли общественного согласия и мобилизации в поддержку режима. Согласно Фридриху, террор не исчез в СССР после смерти Сталина: массовая поддержка режима по-прежнему обеспечивалась за счёт использования передовых технологий тайного сыска, пропаганды и манипуляций психикой. Центральным тезисом Фридриха является утверждение, что в тоталитарном СССР «страх и согласие стали сиамскими близнецами».

### Мнение Хуана Линца
В своём эссе «Тоталитарные и авторитарные режимы» (1975) Хуан Линц утверждал, что главной чертой тоталитаризма является не террор сам по себе, а стремление государства к надзору за всеми аспектами жизни людей: общественным порядком, экономикой, религией, культурой и отдыхом. Однако Линц выделил ряд особенностей тоталитарного террора: системность, идеологический характер, беспрецедентный масштаб и отсутствие правовой основы. В этом плане, террор в авторитарных режимах отличается тем, что он (обычно) вызван объективной, чрезвычайной ситуацией, не определяет врагов по идеологическому признаку и ограничен рамками закона (впрочем, довольно широкими). Линц считал режим тоталитарным, если власть диктаторов направлена на реализацию какой-либо идеологии, если они прибегают к определённым формам массовой организации и вовлечения членов общества. Без этих признаков диктаторский режим является авторитарным. В более поздних работах Линц стал называть советский режим после смерти Сталина «посттоталитарным», чтобы подчеркнуть уменьшение роли террора при сохранении других тоталитарных тенденций.
Линц подчеркивает, что прежде всего террор, направленный на саму элиту, а не на противников или потенциальных оппонентов режима, отличает тоталитарные системы от других недемократических систем.
Он также подчеркивает возможность тоталитарных режимов мобилизовывать людей для решения масштабных задач на добровольной или псевдодобровольной основе. При тоталитаризме не допускаются пассивное подчинение и апатия, отход на позиции маленького человека, «хата которого с краю», характерные для авторитарных режимов, при которых правители полностью полагаются на бюрократов и силовые структуры, отделенные от всего остального населения, которому остается только работа и личная жизнь. При этом массовая тоталитарная партия даёт возможность её активистам возвыситься даже над людьми, стоящими выше них в других социальных иерархиях (например, высокопоставленный чиновник нацистской Германии мог опасаться собственного дворника, занимающего в нацистской партии должность квартального руководителя).

### Тоталитаризм и социализм
Группа зарубежных историков и экономистов (Людвиг фон Мизес и др.) полагает, что одним из общих элементов тоталитарных режимов является социализм, под которым подразумевается государственная собственность на средства производства. В то время, как СССР безусловно относился к социалистической системе в данном понимании слова, подобная классификация для нацистской Германии и тем более фашистской Италии не столь очевидна. Мизес утверждал, что хотя подавляющая часть средств производства в Германии номинально оставалась в частных руках — фактически государство обладало всей полнотой контроля над ними; то есть, было их реальным владельцем. С точки зрения Мизеса, — крайний коллективизм всегда означает социализм, поскольку у человека, всё существование которого подчинено целям государства — вся собственность также подчинена этим целям. Этим Мизес объяснял, почему тоталитарные правительства осуществляют контроль над ценами, зарплатами, распределением товаров — и, в конечном итоге, центральное планирование экономики.
Согласно общепринятому взгляду, — корнями нацизма являются крайний национализм и расизм, а не элитаризм. Экономическую систему в нацистской Германии и фашистской Италии обычно классифицируют как государственно-корпоративный капитализм.

## Тоталитаризм и пропаганда
В тоталитарном обществе командующая партия и государство не допускают наличия неподконтрольных им средств массовой информации. Пропаганда распространяется через СМИ, через культурную, политическую, социальную, экономическую, образовательную и досуговые сферы, в том числе через собрания, марши, митинги, состязания, песни. Особенностью пропаганды в СССР стало подключение науки (в том числе создание институтов марксизма-ленинизма). Особенностью пропаганды в нацистской Германии стало переписывание истории и арийская физика. Тоталитарная пропаганда в борьбе за умы создавала из своих учений квазирелигии, популистскими проповедями и своими заповедями.

## Окончание тоталитарного режима
Тоталитарные режимы могут как пасть от внешних воздействий (нацистская Германия), так и пройти переход от тоталитаризма к автократии и авторитаризму. Примером этих переходов является СССР после смерти Сталина и Китай.

## Истоки тоталитаризма
Стремление к полному контролю над обществом было свойственно многим деспотичным правителям. Поэтому в некоторых источниках к тоталитарным режимам причисляются: династия Маурья в Индии (321—185 гг. до н. э.), династия Цинь в Китае (221—206 гг. до н. э.), правление Чака над зулу (1816—1828) — и другие. Следует особо выделить легизм в Цинь, который являлся полноценной идеологией; легизм был официальной идеологией Цинь более 150 лет, вплоть до её падения в ходе народного восстания.
Однако приведённые выше тирании в целом оставались в русле традиции и не пользовались массовой народной поддержкой. Практическое осуществление абсолютного контроля государства над всей общественной жизнью и производством стало возможным только в XX веке, — благодаря экономическому развитию, распространению телекоммуникационных технологий и появлению эффективных методов управления обществом (в первую очередь — пропаганды). Эти технологии способны обеспечить гарантированную массовую поддержку целям руководства страны; в особенности — если во главе стоит харизматичный лидер. Несмотря на эти объективные тенденции, тоталитаризм возник лишь в отдельных странах.
Макс Вебер полагал, что возникновению тоталитаризма предшествует глубокий кризис, — выражающийся в обострении конфликта между стремлением к самореализации и преобладанием внешнего мира. Начиная с XIX века, этот конфликт проявляет себя на ряде уровней: социальном (личность против народа), экономическом (капитализм против социализма), идеологическом (либерализм против демократии) и так далее. Либеральная демократия представляет собой компромисс, который достигается за счёт дифференциации сфер влияния — благодаря правовым ограничениям на власть общества и защите автономного пространства. Тоталитаризм предлагает другое решение, — состоящее в ликвидации как либеральных (рыночных), так и демократических институтов. Согласно идеологам режима, — тем самым исчезают предпосылки для системных конфликтов, а всё общество объединяется в единое целое.
Ряд исследователей тоталитаризма (Ф. фон Хайек, А. Рэнд, Л. фон Мизес и др.) рассматривают его как крайнюю форму коллективизма и обращают внимание на то, что все три тоталитарные системы объединяет государственная поддержка коллективных интересов (нации — нацизм, государства — фашизм или трудящихся — коммунизм) в ущерб частным интересам и целям отдельного гражданина. Отсюда, — по их мнению, — вытекают свойства тоталитарных режимов: наличие системы подавления недовольных, всепроникающий контроль государства над частной жизнью граждан, отсутствие свободы слова и так далее.
Социал-демократы объясняют рост тоталитаризма тем, что в период упадка люди ищут решение в диктатуре. Поэтому долгом государства должна быть защита экономического благополучия граждан: балансирование экономики. Как сказал Исайя Берлин: «Свобода для волков — означает смерть для овец». Схожих взглядов придерживаются сторонники социал-либерализма, — которые полагают, что лучшей «защитой» от тоталитаризма является экономически-благополучное и образованное население, обладающее широкими гражданскими правами.
Неолибералы придерживаются отчасти противоположной точки зрения. В своём труде «Дорога к рабству» (1944 г.) Ф. фон Хайек утверждал, что тоталитаризм возник в результате чрезмерного регулирования рынка, которое привело к потере политических и гражданских свобод. Он предупреждал об опасности плановой экономики и полагал, что залогом сохранения либеральной демократии является экономическая свобода.
Социолог Борис Кагарлицкий подчеркивает связь тоталитаризма и массового общества:

Приход масс в политику может быть осуществлен двумя методами: либо радикальные формы демократии, либо тоталитаризм. Тоталитаризм — это авторитарный режим, использующий те же методы мобилизации масс, какие применяются в демократии. Если его что-то отличает от авторитаризма «традиционного типа», то только это.
Авторитарные режимы прошлого были созданы на основе традиционной иерархии, элиты привилегий. Их задача состояла в том, чтобы сдержать напор масс на политическую и социальную систему. Авторитаризм XX века, переходящий в тоталитаризм, имеет совершенно другие задачи. Он поднимает людей снизу вверх. Он должен обеспечить перераспределение, продвинуть выходцев из низов, вытеснить или потеснить старые элиты. Он обеспечит организацию масс, для того чтобы авторитарно управлять самими массами и одновременно подавлять традиционное привилегированное меньшинство, несогласное с тем, что делает новая власть. Другое дело, что массами при тоталитаризме манипулируют. Но ведь и при демократии манипулируют!

Американский политолог Джеймс Скотт выделяет четыре необходимых условия для «апокалипсиса в отдельно взятом государстве»:
- модернистские идеи переделки мира;
- наличие достаточно сильного аппарата для проведения этих идей в жизнь;
- жестокий кризис общества;
- неспособность общества сопротивляться.

Социолог Г. М. Дерлугьян, профессор макроисторической социологии в Северо-Западном университете, отмечает, что:

Массовый террор XX века был результатом сложного и нередко случайного сочетания геополитических и экономических провалов (унаследованного от значительно более мирного, XIX века — восторженно-наивной веры в технический прогресс и пророческие схемы) и, — главное, — многократно возросших возможностей координировать общественные силы…
Бюрократия есть социальная машина, создающая устойчивую и дальнодействующую координацию. Отлаженная бюрократия передаёт и исполняет команды. Это не зло и не добро, а сложное и мощное орудие двойного применения — как мирно пашущий трактор есть, в сущности, разоружённый танк. Вводится программа — и миллионы детей получают прививки, или строится город; вводится другая программа — и из общества изымаются миллионы идеологически заданных «не-людей», а города — сжигаются в бомбёжке.

## Тоталитарные тенденции в демократических странах
Профессор Фрайбургского университета Ларс Фельд отмечает, что использование наличных денег позволяет гражданам избежать чрезмерного контроля со стороны государства… «Анонимность наличных денег охотно используют те, кто совершает незаконные операции или уклоняется от уплаты налогов», — говорит гарвардский профессор экономики Кеннет Рогофф. Так, например, в Италии — максимальный размер оплаты товаров, приобретаемых за наличные, составляет 1000 евро; во Франции — также скоро будет установлен лимит в эту сумму; в Греции — он составляет 500 евро. Выступающие за защиту личных данных, активисты критикуют такую практику — выступая за бо́льшую прозрачность в действиях государства, а не потребителей.

### Теория тоталитарного общества Франкфуртской школы
Франкфуртская школа — критическая теория современного (индустриального) общества. Основные представители: Т. Адорно, М. Хоркхаймер, Г. Маркузе, Э. Фромм, В. Беньямин. Представители данной школы считали, что буржуазное классовое общество в XX веке превратилось в бесклассовую систему, в которой предприниматели более не руководствуются законами рынка, а к революционным преобразованиям стремятся маргинальные течения. Согласно философам франкфуртской школы, — современное общество технократично и существует за счёт навязываемого культа потребления. По их мнению, — культурная унификация, снижение критического мышления и дальнейшее стирание грани между приватным и публичным существованием — влекут за собой тоталитаризм.

### Тоталитарные тенденции в США
Социальная и экономическая политика США в 1930-е гг. имела черты, схожие с политикой СССР, Германии и Италии того периода. Так, — следуя «Новому курсу», — президент Франклин Рузвельт ввёл субсидии сельскому хозяйству, установил минимальный размер оплаты труда, учредил систему социального обеспечения и внёс элементы централизации и планирования в экономику. В связи с подготовкой к войне — делались попытки сместить акцент в экономике: от получения прибыли — на «реальное» производство. Эстетический антураж режима (в частности — культ образа мускулистого рабочего, шестерёнок на плакатах и т. д.) был также характерен для США 1930-х гг.
В то же время в США существовали дискриминируемые по объективному, не зависящему от самих людей признаку (расовая принадлежность), группы населения. Так, специальные условия в социальных программах делали их доступными только для белого населения, исключив из них большинство афроамериканцев и латиноамериканцев. Во время Второй мировой войны свыше ста тысяч американцев японского происхождения были направлены в концентрационные зоны. Как пишет историк Дмитрий Шляпентох, — уже в послевоенные годы в США (после смерти Рузвельта, при Гарри Трумэне) государство продолжало активно участвовать в управлении экономикой; при этом акцент по-прежнему делался на «реальное» производство и постоянное планируемое повышение качества товаров. Это сочеталось с идеологическими репрессиями (маккартизм не сильно отличался от так называемой «борьбы с космополитизмом» в послевоенном СССР) или борьбой с инакомыслием вообще. По мнению Шляпентоха, эти «тоталитарные» черты американской экономики и политики обеспечили правящей верхушке массовую поддержку среди населения и способствовали борьбе США с Советским Союзом на ранней стадии «холодной войны».

## Критика правомерности понятия «тоталитаризм»
Фашизм и марксизм-ленинизм имеют ряд существенных отличий и враждебны друг к другу. Главной целью общества, согласно марксистско-ленинской теории, является построение и развитие социализма как первой ступени коммунистического общества. На этой основе строится отношение к частной собственности на средства производства. Это учение предполагает вовлечение трудящихся в управление государством. Фашизм провозглашает доктрину корпоративного государства и категорически отрицает социальное равенство и «чужеродные» влияния, утверждая, что сильная личность (или даже «сверхчеловек») обладает преимущественным правом. Более того, нацизм призывал к поражению в правах и уничтожению «низших» и «неполноценных» рас, в то время как марксизм делал основной упор на создании условий для ликвидации деления общества на социально-экономические классы. Исходя из этого делается вывод, что теория тоталитаризма не учитывает различие целей у фашизма и марксизма-ленинизма и что она представляет собой попытку дискредитировать социализм путём уподобления его нацизму.
Другим доводом против использования термина «тоталитаризм» является его конъюнктурность. Критики утверждают, что приравнивание советского общественного строя к нацизму является именно конъюнктурным и не объясняет реальное функционирование СССР, или почему марксизм и марксизм-ленинизм (как, например, в Китае и во Вьетнаме) продолжают пользоваться большой притягательной силой.
Ряд специалистов утверждают, что наличие внутрипартийных фракций и появление диссидентских движений в СССР и странах социалистического лагеря после Сталина также ставит под сомнение корректность классификации этих режимов как тоталитарных. Они полагают, что речь следует вести о том, что правящий режим вступил в фазу, для которой характерен конфликт между интересами различных политических группировок и элементы политического плюрализма. Сторонники теории тоталитаризма возражают, что понятие «политический плюрализм» применимо и к общественным институтам, обеспечивающим распределение власти и использование её ресурсов конкурирующими группами.

## Тоталитаризм в древней истории
Термин «тоталитаризм», — в современном его понимании, — сформулирован лишь в XX веке, и выражает всеобщее (или «тотальное») огосударствление всех сторон жизни, выраженное (в частности) лозунгом Муссолини: «Всё в рамках государства, ничего вне государства, ничего против государства». Тем не менее, принцип всеобщего огосударствления общества отнюдь не является прерогативой новейшей истории, и известен человечеству с самых древнейших времён. Тоталитарные идеи появляются, в частности, в работах древнегреческих философов; несомненно тоталитарный характер носит знаменитый трактат Платона «Государство», доходящий даже до запрета семьи и централизации деторождения в евгенических целях.

### Месопотамия: Третья династия Ура
Первой в известной истории тоталитарной державой являлось Царство Третьей династии Ура, существовавшее древней Месопотамии около четырёх тысяч лет назад (2112 до н. э. — 2003 до н. э.). Во время правления этой династии было осуществлено тотальное огосударствление ремёсел, введена государственная монополия на внешнюю торговлю, и проведена национализация бо́льшей части земли. Свободная купля-продажа земли, — по всей видимости, — была запрещена.
Экономика Ура в период Третьей династии основывалась на принудительном труде государственных рабов, работавших за фиксированный паёк (и произвольно перебрасываемых на другие работы, или даже в другие города). Для контроля над ними — существовал обширный класс чиновников, была создана сложная система бюрократической отчётности и перекрёстного контроля. Власть опиравшегося на чиновников царя стала неограниченной, было покончено с самостоятельностью общин, аристократов, и традиционных для Древней Месопотамии городов-государств. Сложная бюрократическая система потребовала организации школьного образования, создания одного из первых в человеческой истории кодексов законов (законы Шульги), унификации системы мер и весов. Всё хозяйство страны управлялось чиновниками, были созданы централизованные государственные склады… Доктор исторических наук — Зайцев А. И. — называет подобную систему предшественником «той государственно-монополистической экономической системы, которую создал в нашей стране Сталин и которую он именовал социалистической». Д. В. Прокудин и Б. М. Меерсон определяют государственный строй 3-й династии Ура, как «тоталитарный», замечая, что он является одной из «аналогий», которые «на первый взгляд опровергают» «мысль о тоталитаризме как явлении исключительно XX века». А. Магдушевский высказывает мнение, что этот строй являлся «эксплуататорским социализмом». В работах других авторов встречаются такие оценки, как «идейный предшественник ГУЛАГа», или «казарменно-командная система».
Преобразования 3-й династии Ура затронули также религию и историю. Традиционный пантеон месопотамских богов был, в соответствии с устройством государства, также унифицирован и централизован. Изучаемая история была сфальсифицирована с целью устранить из шумерского прошлого борьбу исторических городов-государств.

### Китай: философская школа «Фацзя» (легизм)
Вторым крупным примером тоталитаризма в древней истории является древнекитайская философская школа «фацзя», существовавшая в IV в. до н. э., и известная в европейской традиции как «легизм» («школа законников»). Основные положения легизма были разработаны философом Шан Яном. Его взгляды были изложены в наиболее полном виде в трактате «Книга правителя области Шан» («Шаньцзюншу»). Легистская система ценностей требовала цензуры и преследования инакомыслящих, беспрецедентного поощрения доносительства, полного отказа государства от любой деятельности кроме войны и сельского хозяйства. Философия Шан Яна требовала от правителя относиться к собственному народу как к бессловесному сырью, — утверждая, что интересы государства и народа по сути своей антагонистичны, и предоставленный сам себе народ, безусловно, будет предаваться лишь лености и увеселениям. Согласно принципу «В стране, добившейся гегемонии — на 9 наказаний приходится 1 награда; в стране, подвергшейся расчленению — на 9 наград приходится 1 наказание», — делался упор, главным образом, на крайне жестокие наказания карательного характера (в частности, недоносительство каралось разрубанием надвое).
Одним из ключевых понятий легизма являлась «унификация народа», — в изложении Шан Яна означавшая: всеобщее единомыслие; отказ от путешествий, изысканной одежды, музыки, поэзии; занятия историей и всякого рода учёности. Трактаты легизма объявляют поход против культуры как таковой, считая её паразитическим занятием, отвлекающим народ от того, чем он только и должен заниматься: земледелия и войны.
Принятие царством Цинь легизма в качестве государственной идеологии превратило его в хорошо отлаженную и крайне агрессивную военную машину, успешно объединившую под своей властью весь Китай (см. династия Цинь). Оборотной стороной легизма являлась его крайняя, — даже по меркам того времени, — жестокость. Так, легисты практиковали принцип круговой поруки, в соответствии с которым за совершение преступления карались также все родственники осуждённого по трём линиям: отца, матери и жены. Широко практиковалась смертная казнь, а в юриспруденции господствовала презумпция виновности обвиняемого, в соответствии с которой он сам должен был доказать свою невиновность. Поощрялся курс на военную агрессию, а заслуги командиров и солдат измерялись количеством голов убитых противников.
Объединение Китая под властью легистов привело к унификации иероглифов, транспорта, денежной системы, массовым общественным работам (в частности — к началу строительства Великой китайской стены). Вместе с тем, легисты у власти также «прославились» рядом одиозных мер, к числу которых относились массовые сжигания «бесполезных» книг и закапывание живьём в землю конфуцианских учёных. Откровенно карательный и антикультурный уклон легизма привёл к тому, что единая китайская держава под его управлением продержалась всего лишь около 15 лет, начав рассыпаться сразу после смерти основателя империи Цинь Шихуанди.

### Более поздние примеры
К числу более поздних примеров относится уникальное для своего времени иезуитское государство в Парагвае (XVIII в.), построившее общественную жизнь на коммунистических началах (см. Иезуитские редукции). Исследователь Хорос В. Г. характеризует этот строй, как «тоталитарный».

## Тоталитарные общества в литературе и искусстве
Тоталитаризм нередко выводится в антиутопиях. Изображения тоталитарного общества в литературе, кино и музыке представлены, — в частности, — в произведениях:
- Евгений Замятин, «Мы» (1920—1921, опубл. в 1955).
- Андрей Платонов, «Котлован» (1930).
- Олдос Хаксли, «О дивный новый мир» (1932).
- Джордж Оруэлл, «Скотный двор» (1945).
- Джордж Оруэлл, «1984» (1948) и одноимённый фильм.
- «Приключения Чиполлино» Джанни Родари, 1951 — тоталитарный режим[источник не указан 445 дней] принца Лимона.
- «Джельсомино в Стране лжецов» Джанни Родари, 1959 — тоталитарный режим короля Джакомона.
- Рэй Брэдбери, «451 по Фаренгейту» (1953) и одноимённый фильм (1966).
- Фриц Лейбер, повесть «Трижды судьба». В произведении действие происходит в нескольких параллельных друг другу мирах; один из них является огромным деспотичным тоталитарным государством, где вся власть и большинство научных знаний и умений сосредоточены в руках группы правителей, называющих себя Слугами Народа.
- Владимир Войнович, «Москва 2042» (1986).
- Сергей Доренко, «2008» (2005).
- Владимир Сорокин, «День опричника» (2006), «Сахарный Кремль» (2008).
- Ф. М. Достоевский; роман «Бесы» (1872), посвящённый терроризму в России, предсказал многие черты тоталитаризма XX века.
- Пётр Алексеевич Белов создал цикл картин антитоталитарной направленности: «Мейерхольд», «Беломорканал», «Грачи прилетели, или Апрельский пленум», «Пастернак» и др.
- Михаил Ромм, «Обыкновенный фашизм» (1965) — фильм уделяет значительное внимание культу Гитлера, однопартийной системе и искусству Третьего рейха[66].
- Группа «Гражданская оборона» — альбом «Тоталитаризм» (1987). Творчество второй половины 80-х годов часто обращено к негативным тенденциям в позднем (и не только позднем) Советском Союзе. К тому же, Егор Летов (лидер «Гражданской обороны») в интервью говорил о фальшивости советского социализма времён Брежнева. По версии Летова — период застоя являлся тоталитаризмом и государственным капитализмом.
- Братья Стругацкие, «Трудно быть богом» (1963)[67]
- Братья Стругацкие, «Второе нашествие марсиан» (1966)
- Братья Стругацкие, «Гадкие лебеди» (1967)[68]
- Братья Стругацкие, «Обитаемый остров» (1969) и снятый по книге одноимённый фильм (2008).
- Иван Ефремов, «Час Быка» (1968).
- Кори Доктороу, «Младший брат» (2008).
- «THX 1138», фильм 1971 года, режиссёр Джордж Лукас.
- «Эквилибриум», фильм 2002 года, режиссёр Курт Уиммер.
- «V — значит вендетта», фильм 2006 года, режиссёр Джеймс Мактиг.
- «Сквозь снег», фильм 2013 года, режиссёр Пон Чжун Хо.
- «Эксперимент 2: Волна», фильм 2008 года, режиссёр Деннис Ганзель.
- «Голодные игры», книжная трилогия американского автора Сьюзен Коллинз, и одноимённые фильмы.
- Маргарет Этвуд, «Рассказ служанки», (1985).
- «Посвящённый», фильм 2014 года, режиссёр Филлип Нойс.